# Anthepiscopus
Anthepiscopus är ett släkte av tvåvingar. Enligt Catalogue of Life ingår Anthepiscopus i ordningen tvåvingar, klassen egentliga insekter, fylumet leddjur och riket djur, men enligt Dyntaxa är tillhörigheten istället familjen dansflugor, ordningen tvåvingar, klassen egentliga insekter, fylumet leddjur och riket djur.
Kladogram enligt Catalogue of Life och Dyntaxa:
| Anthepiscopus | \| \| Anthepiscopus antipodus \| \| \| \| \| \| Anthepiscopus caelebs \| \| \| \| \| \| Anthepiscopus flavicoxa \| \| \| \| \| \| Anthepiscopus flavipilosus \| \| \| \| \| \| Anthepiscopus hirsutus \| \| \| \| \| \| Anthepiscopus longipalpis \| \| \| \| \| \| Anthepiscopus nuptus \| \| \| \| \| \| Anthepiscopus oedalinus \| \| \| \| \| \| Anthepiscopus polygynus \| \| \| \| \| \| Anthepiscopus ribesii \| \| \| \| \| \| Anthepiscopus stentor \| \| \| \| \| \| Anthepiscopus zontaki \| \| \| \| |
|               | \| \| Anthepiscopus antipodus \| \| \| \| \| \| Anthepiscopus caelebs \| \| \| \| \| \| Anthepiscopus flavicoxa \| \| \| \| \| \| Anthepiscopus flavipilosus \| \| \| \| \| \| Anthepiscopus hirsutus \| \| \| \| \| \| Anthepiscopus longipalpis \| \| \| \| \| \| Anthepiscopus nuptus \| \| \| \| \| \| Anthepiscopus oedalinus \| \| \| \| \| \| Anthepiscopus polygynus \| \| \| \| \| \| Anthepiscopus ribesii \| \| \| \| \| \| Anthepiscopus stentor \| \| \| \| \| \| Anthepiscopus zontaki \| \| \| \| |
|               | Anthepiscopus antipodus |
|               | |
|               | Anthepiscopus caelebs |
|               | |
|               | Anthepiscopus flavicoxa |
|               | |
|               | Anthepiscopus flavipilosus |
|               | |
|               | Anthepiscopus hirsutus |
|               | |
|               | Anthepiscopus longipalpis |
|               | |
|               | Anthepiscopus nuptus |
|               | |
|               | Anthepiscopus oedalinus |
|               | |
|               | Anthepiscopus polygynus |
|               | |
|               | Anthepiscopus ribesii |
|               | |
|               | Anthepiscopus stentor |
|               | |
|               | Anthepiscopus zontaki |
|               | |